# Hypanua
Hypanua là một chi bướm đêm thuộc họ Noctuidae.